# Bodens centralstation
Bodens centralstation – stacja kolejowa w Boden, w regionie Norrbotten, w Szwecji. Znajduje się na Stambanan genom övre Norrland, Malmbanan i Haparandabanan. Stacja posiada 7 torów, z czego 4 są wykorzystywana w przewozach pasażerskich. Posiada 1 peron krawędziowy przy budynku dworca oraz 2 wyspowe, z tym że jeden tor pomiędzy nimi ma dostęp do obu peronów.

## Linie kolejowe
- Stambanan genom övre Norrland
- Haparandabanan
- Malmbanan